# Chile en los Juegos Olímpicos de Calgary 1988
Chile estuvo representado en los Juegos Olímpicos de Calgary 1988 por un total de 5 deportistas (masculinos) que compitieron en esquí alpino. El portador de la bandera en la ceremonia de apertura fue el esquiador Nils Linneberg.
El equipo olímpico chileno no obtuvo ninguna medalla en estos Juegos.

## Esquí alpino
Masculino
| Atleta               | Evento          | 1ª manga      | 2ª manga  | Total      | Total      |
| Atleta               | Evento          | Tiempo        | Tiempo    | Tiempo     | Posición   |
| -------------------- | --------------- | ------------- | --------- | ---------- | ---------- |
| Dieter Linneberg     | Descenso        | —             | —         | 2:11,16    | 42         |
| Nils Linneberg       | Descenso        | —             | —         | 2:09,83    | 41         |
| Nils Linneberg       | Eslalon gigante | No terminó    | No avanzó | No avanzó  | No avanzó  |
| Nils Linneberg       | Super gigante   | —             | —         | No terminó | No terminó |
| Paulo Oppliger       | Eslalon         | Descalificado | No avanzó | No avanzó  | No avanzó  |
| Paulo Oppliger       | Eslalon gigante | 1:13,16       | 1:10,60   | 2:23,76    | 44         |
| Paulo Oppliger       | Super gigante   | —             | —         | 1:49,71    | 37         |
| Juan Pablo Santiagos | Eslalon         | 1:00,31       | 55,51     | 1:55,82    | 25         |
| Juan Pablo Santiagos | Eslalon gigante | 1:12,69       | 1:08,78   | 2:21,47    | 40         |
| Juan Pablo Santiagos | Super gigante   | —             | —         | 1:48,74    | 33         |
| Mauricio Rotella     | Eslalon         | No terminó    | No avanzó | No avanzó  | No avanzó  |
| Mauricio Rotella     | Eslalon gigante | 1:12,40       | 1:10,73   | 2:23,13    | 43         |

| Atleta               | Evento    | Descenso   | Eslalon    | Eslalon       | Total     | Total     |
| Atleta               | Evento    | Tiempo     | Tiempo 1   | Tiempo 2      | Puntos    | Posición  |
| -------------------- | --------- | ---------- | ---------- | ------------- | --------- | --------- |
| Nils Linneberg       | Combinado | No terminó | No avanzó  | No avanzó     | No avanzó | No avanzó |
| Juan Pablo Santiagos | Combinado | 1:58,52    | 49,18      | 47,91         | 224,20    | 23        |
| Paulo Oppliger       | Combinado | 1:57,65    | 51,54      | Descalificado | No avanzó | No avanzó |
| Dieter Linneberg     | Combinado | 1:55,97    | No terminó | No avanzó     | No avanzó | No avanzó |